# Quin (companie)
Quin este o companie producătoare de componente auto din Germania care deține fabrici în Polonia, România și China.

## Quin în România
Quin Romania s-a înființat în septembrie 2003, iar până la mijlocul anului 2008 a funcționat într-un spațiu de producție închiriat în municipiul Brașov. În 2008, compania s-a mutat în Ghimbav, într-un spațiu propriu. Societatea este unul din producătorii importanți din industria automotive, grupul producând în România game variate de elemente ornamentale pentru interiorul autovehiculelor (ornamente de bord, ornamente de uși, console, în variante pe furnir și plastic), game de volane auto în variante de lemn și piele, dar și schimbătoare de viteză.
Număr de angajați:
- 2012: 900[2]
- 2011: 800[3]
- 2004: 280[2]

Cifra de afaceri:
- 2011: 35 milioane euro[4][5]
- 2010: 34 milioane euro[3]